# Klugerella antarctica
Klugerella antarctica is een mosdiertjessoort uit de familie van de Cribrilinidae. De wetenschappelijke naam van de soort is, als Membraniporella antarctica, voor het eerst geldig gepubliceerd in 1914 door Kluge.